# Gräfenthal
Gräfenthal è una città di 1 878 abitanti della Turingia, in Germania.
Appartiene al circondario (Landkreis) di Saalfeld-Rudolstadt (targa SFL) ed è indipendente delle comunità amministrative (Verwaltungsgemeinschaft).

## Geografia antropica

### Frazioni
Il comune comprende le seguenti località:
- Buchbach
- Creunitz
- Gebersdorf
- Gräfenthal
- Großneundorf
- Lichtenhain
- Lippelsdorf
- Sommersdorf